# المتاجر المغلقة
المتجر المغلق قبل الدخول (أو المتجر المغلق)، أو اتحاد تجاري، أو احتكار فرص العمل للنقابة، أو مؤسسات التي يكون العمل فيها مقصور على أَعضاء النقابات العمالية، وهو شكل من أشكال اتفاقية الضمان النقابي، وعليه يجب أن يبقى الموظفون أعضاء في النقابة من أجل البقاء في العمل. هذا يختلف عن المتاجر المغلقة بعد الدخول (الولايات المتحدة: منشأة نقابية)، وهو اتفاق يتطلب من جميع الموظفين الانضمام إلى النقابة إذا لم يكونوا أعضاء بالفعل. كما يجب أن تقبل النقابة عضوية أي شخص يعمل لدى صاحب العمل. بالمقارنة، لا يتطلب المتاجر المفتوحة عضوية نقابية للموظفين المحتملين والحاليين.
لا تتناول مواثيق منظمة العمل الدولية شرعية أحكام المتاجر المغلقة، وتترك الأمر لكل دولة على حدى. حيث يختلف الوضع القانوني للإتفاقيات اختلافًا كبيرًا من دولة إلى أخرى، بدءًا من الحظر على الاتفاقية إلى التنظيم الشامل للاتفاقية إلى عدم ذكرها على الإطلاق.

## الوضع القانوني

### مجلس أوروبا
رأت المحكمة الأوروبية لحقوق الإنسان أن المادة 11 من الاتفاقية الأوروبية لحقوق الإنسان الإنسان تنص على «الحق السلبي في حرية الانضمام إلى النقابات أو، بعبارة أخرى، الحق في عدم الإجبار على الانضمام إلى النقابات»، في سورنسن وراسموسن ف الدنمارك (2006). لذلك، تعتبر سياسة المتاجر المغلقة أمر غير قانوني بموجب المادة 11 من الاتفاقية.

#### المملكة المتحدة
وجد دن وجينارد 111 حالة فصل في المملكة المتحدة بشأن تطبيق سياسة المتاجر المغلقة، تضم 325 فردًا،  :125 وذكروا، «قد يجادل مؤيدو المتاجر المغلقة بأن عدد 325 حالة فصل هو عدد صغير مقارنة بإجمالي عدد الذين توظفهم المتاجر المغلقة، فإن النقاد يرون أن الرقم كافي وأن فصل موظف واحد هو كثير». :126 فيما يتعلق بالمتاجر المغلقة قبل الدخول، ذكروا، «إن سبب وجوده هو لمنع الناس من العمل من خلال حرمانهم من العضوية النقابية». :132
تعتبر جميع أشكال المتاجر المغلقة في المملكة المتحدة غير قانونية بعد سن قانون العمل لعام 1990. وقد تم وقف العمل فيها بموجب المادة 137 (1) (أ) من قانون النقابات والعلاقات العمالية (التوحيد) لعام 1992 (52)  الذي أقرته حكومة المحافظين آنذاك. كان حزب العمل، المعارض في ذلك الوقت، قد دعم المتاجر المغلقة حتى كانون الأول 1989، عندما تخلى عن السياسة وفقًا للتشريعات الأوروبية. كانت Equity واحدة من آخر النقابات العمالية في المملكة المتحدة التي قدمت «اتفاقاً مغلقًا قبل الدخول» حتى قانون 1990.
وقد كانت قضية قانون الضرر الإنجليزي Rookes v Barnard تتعلق باتفاقية اتحاد تجاري (متجر مغلق).

### الولايات المتحدة
فقد حظر قانون تافت هارتلي العمل اتفاقيات المتاجر المغلقة في الولايات المتحدة عام 1947. الإضافة إلى أن المحكمة العليا قد حكمت بعدم قانونية منشأة النقابة. تذهب الولايات التي لديها قوانين بالحق في العمل إلى أبعد من ذلك، فهي لا تسمح لأصحاب العمل بمطالبة الموظفين بدفع أي شكل من أشكال الرسوم النقابية. كما أنه لا يجوز لصاحب العمل الاتفاق بشكل قانوني مع النقابة على توظيف أعضاء النقابة فقط، ولكن قد يوافق على مطالبة الموظفين بالانضمام إلى النقابة أو دفع ما يعادل مستحقات النقابة إليها في غضون فترة محددة بعد بدء العمل. وبالمثل، يمكن للنقابة أن تطلب من صاحب العمل (الذي وافق على عقد المتاجر المغلقة قبل عام 1947) أن يطرد موظفًا طُرد من النقابة لأي سبب، ولكن لا يمكنه مطالبة صاحب العمل بطرد موظف بموجب عقد مع النقابة لأي سبب، عدا عن سبب عدم دفع المستحقات التي يطلبها من جميع الموظفين.
لا تسمح حكومة الولايات المتحدة بالمؤسسات النقابية في أي وكالة فيدرالية، بغض النظرعن قوانين الولاية.
لقد تعاملت نقابات البناء والنقابات لصناعات أخرى ذات أنماط التوظيف المماثلة مع حظر «المتاجر المغلقة» باستخدام مكاتب التوظيف الحصرية كوسيلة للتحكم في مستوى وفرة العمال. مكاتب التوظيف الحصرية هذه لا تتطلب بشكل الزامي ورسمي العضوية النقابية كشرط للتوظيف، لكنها تطبقها بطريقة عملية، فالموظف الذي يسعى للتوظيف من خلال مكتب التوظيف النقابة يجب أن يدفع مستحقات للنقابة أو يدفع رسوم معادلة لمكتب. ومن شروط السماح لمكتب التوظيف بالعمل، أن يكون قائم على أساس عدم التمييز الجنسي ويلتزم بمعايير الجدارة والتوظيف المنصوص عليها بوضوح.
كما يحظر قانون تافت هارتلي النقابات من المطالبة برسوم انضمام مرتفعة جداً كشرط للعضوية، حتى تمنع النقابات من استخدام هذه الرسوم كأداة لإبعاد الموظفين غير النقابيين عن مجال عمل معين. كما يسمح قانون علاقات العمل لأصحاب العمل في مجال البناء بالدخول في اتفاقيات ما قبل التوظيف، التي يوافقون بموجبها على سحب العاملين لديهم من مجموعة من الموظفين الذين أرسلتهم النقابة. تحظر NLRA اتفاقيات الاستئجار المسبق خارج صناعة البناء.
بالنسبة لمجال صناعة الترفيه، فإن النقابات تحظر على أي فنان العمل في أي إنتاج غير نقابي، حيث تُفرض عقوبات على العضو وليس صاحب العمل، ويمكن أن تصل إلى فقدان العضوية النقابية. ولأن معظم الإنتاجات الرئيسية عبارة عن إنتاجات نقابية، يمكن أن ينضم غير الأعضاء إلى نقابة ممثلي الشاشة من خلال الأداء ككومبارس وكسب ثلاث قسائم نقابية أو من خلال منحهم خط للتحدث. لا يوجد لدى نقابات الأداء الأخرى حد أدنى من معايير العضوية، لكن أولئك الذين ينضمون إليها ممنوعون من العمل في إنتاجات غير نقابية.
جميع الاتحادات الرياضية الرئيسية الأربعة هي منشاءات نقابية [بحاجة لمصدر] على الرغم من أن حق الانتخاب قد يكون موجودًا في ولاية لديها قانون أو نص دستوري خاص بالحق في العمل.

### كندا
تختلف حالة المتاجر المغلقة من مقاطعة إلى أخرى داخل كندا. حيث قضت المحكمة العليا بأن القسم الثاني من ميثاق الحقوق والحريات يضمن كلاً من حرية تكوين الانضمام أو عدمه إلى النقابات، لكن الموظفين في بيئة العمل التي يهيمن عليها إلى حد كبير النقابة كانوا مستفيدين من سياسات النقابات، وبالتالي يجب أن يدفعوا لها الرسوم، بغض النظر عن حالة العضوية. ومع ذلك، سُمح للمستنكفين الدينيين والرافضين للخدمة العسكرية بخيار دفع المبلغ إلى مؤسسات خيرية مسجلة.

### أستراليا
جميع أشكال المتاجر المغلقة في الكومنولث غير قانونية بموجب قانون العلاقات في مكان العمل لعام 1996. وكانت هناك محاولة من قبل حكومة هوارد لتغيير تعريف ما يشكل متجرًا مغلقًا بموجب قانون تعديل قانون العلاقات في مكان العمل (المزيد من الوظائف، المزيد من الأجر) لعام 1999. لاحقاً رفض مشروع هذا القانون.